# Hortense (Vorname)
Hortense ist ein weiblicher Vorname.

## Herkunft und Bedeutung
Der Name ist die englische und französische Form von Hortensia. Dieser Name wiederum ist eine Form des römischen Namens Hortensius, wahrscheinlich abgeleitet von hortus (Garten).

## Bekannte Namensträgerinnen
- Hortense Anda-Bührle (1926–2014), eine Schweizer Unternehmerin, Kunstsammlerin und Mäzenin
- Hortense de Beauharnais (1783–1837), Königin von Holland, Mutter von Napoléon III.
- Hortense Anne Louise Elisabeth Byvanck-Quarles van Ufford (1907–2002), niederländische Klassische Archäologin
- Hortense Calisher (1911–2009), US-amerikanische Schriftstellerin
- Marie-Hortense Fiquet (1850–1922), Malermodell
- Hortense von Gelmini (* 1947), deutsche Musikerin, Dirigentin, Malerin und Schriftstellerin
- Hortense Haudebourt-Lescot (1784–1845), französische Malerin
- Hortense Kempe (1886–1974), niederländische Malerin
- Hortense Parent (1837–1929), französische Musikpädagogin, Pianistin und Komponistin
- Hortense Powdermaker (1896–1970), US-amerikanische Anthropologin
- Hortense Raky (1918–2006), österreichische Theater- und Filmschauspielerin
- Hortense Schneider (1833–1920), französische Operettendiva
- Hortense Slevogt (* 1965), deutsche Medizinerin, Internistin und Infektiologin